# Кулиш, Татьяна Петровна
Татьяна Петровна Кулиш (4 мая 1952 — 7 августа 2010, Санкт-Петербург, Российская Федерация) — советская и российская актриса и педагог, актриса Александринского театра, заслуженная артистка РСФСР (1987).

## Биография
В 1973 году окончила Ярославское театральное училище (курс народного артиста СССР Валерия Нельского) и поступила в Ярославский академический театр драмы им. Ф. Волкова. За шесть лет работы в этом театре она сыграла немало главных ролей в спектаклях, поставленных как по современной, так и по классической драматургии. Среди её героинь в ярославском театре Валентина («Валентин и Валентина» М. Рощина), Любовь Яровая («Любовь Яровая» К. Тренёва), Виола и Себастьян («Двенадцатая ночь» У. Шекспира), Марианна («Тартюф» Мольера).
В 1979 году была по приглашению художественного руководителя Игоря Горбачёва принята в труппу Ленинградского академического театра драмы им. А. С. Пушкина. Её первой ролью стал срочный ввод в уже идущий спектакль — «Иванов» А. П. Чехова (1979). В Александринском театре создала целый ряд замечательных образов лирических героинь:
- Сольвейг («Пер Гюнт» Г.Ибсена, 1986),
- Виктоша («Сказки старого Арбата» А.Арбузова, 1986),
- Зина («Дядюшкин сон» по Ф. М. Достоевскому, 1987),
- Роксана («Сирано де Бержерак» Э.Ростана, 1987),
- Мать («Мать Иисуса» А.Володина, 1989),
- Нина Заречная («Чайка» А. П. Чехова, 1990),
- Агния («Не все коту масленица» А. Н. Островского, 1991),
- Ольга («Три сестры» А. П. Чехова, 1995),
- Наталья Дмитриевна («Старые русские» Б.Рацера, 1997),
- миссис Пирс («Пигмалион» Б.Шоу, 1998),
- Турусина («На всякого мудреца довольно простоты» А. Н. Островского, 2002).

Кинодебют актрисы состоялся в фильме «Самый последний день», где её партнёром был Михаил Ульянов. Затем она сыграла героинь фильмов В.Венгерова «Строговы» и А.Хажкасимова «Всадник с молнией в руках», сыграла главную роль в фильме по сценарию В.Быкова «Фруза». Одной из последних работ стала роль жестокой прокурорши в сериале «Тамбовская волчица».
С 2003 г. до конца жизни — ректор театрального института «Школы Русской Драмы».
Умерла 7 августа 2010 года от онкологического заболевания в Санкт-Петербурге. Похоронена в Санкт-Петербурге на Смоленском православном кладбище.

## Семья
Муж — Лев, оператор киностудии «Ленфильм»
- Сын — Владимир[1]

## Награды
В 1987 г. актрисе было присвоено почётное звание «Заслуженная артистка РСФСР».

## Фильмография
- 1972 — Надежда — эпизод
- 1972 — Самый последний день — Алла
- 1972 — Юлька — Тамара
- 1973 — Назначение — эпизод
- 1975 — Всадник с молнией в руке — Наташа, геолог — главная роль
- 1975 — О чём не узнают трибуны — учительница
- 1976 — Строговы — Маня Дубровина
- 1981 — Это было за Нарвской заставой — Мальцева Татьяна Ивановна — главная роль
- 1981 — Фруза — Фруза Семашко — главная роль
- 1981 — Предел возможного (фильм-спектакль) — Ася
- 1982 — Шапка Мономаха — продавщица в книжном магазине
- 1983 — За синими ночами — Галя Кузнецова, сотрудница проектного бюро
- 1983 — К своим!.. — Нина
- 1984 — Жил-был доктор... — Зоя, медсестра
- 1985 — Грядущему веку — Даша
- 1986 — Потерпевшие претензий не имеют — Валентина Васильевна Афанасьева, дежурная в гостинице, свидетельница
- 1986 — Жизнь Клима Самгина — застреленная
- 2002 — Прикованный — Лиза